# Psittinus
Psittinus är ett fågelsläkte i familjen östpapegojor inom ordningen papegojfåglar. Släktet omfattar två arter:
- Blågumpad papegoja (Psittinus cyanurus)
- Simeuluepapegoja (Psittinus abbotti)